# جین این-چول
جین این-چول (انگلیسی: Jin In-chol؛ زادهٔ ۲ فوریهٔ ۱۹۴۸) بازیکن فوتبال اهل کره شمالی بود.
وی همچنین در تیم ملی فوتبال کره شمالی بازی کرده‌است.